# H・R・F・キーティング
H・R・F・キーティング（Henry Reymond Fitzwalter "Harry" Keating、1926年10月31日 – 2011年3月27日）は、イギリスの推理作家。代表作は、インドを舞台にガネッシ・ゴーテ警部が活躍するシリーズ。

## 経歴
1926年、イースト・サセックス州ヘイスティングス西部の町、セント・レナーズ・オン・シーに生まれたキーティングは、家族や友達から「ハリー」と呼ばれながら育ち、8歳の頃に初めて物語を書いた。ロンドンのマーチャント・テイラーズ・スクールに通い、ダブリンのトリニティ・カレッジに進学した。1956年、デイリー・テレグラフ紙にジャーナリストとして勤めるためにロンドンへ引っ越す。タイムズではミステリの書評家として15年間勤めた。1970年から1971年まで英国推理作家協会の会長を務め、1983年から1984年まで作家の労働組合であるソサエティ・オブ・オーサーズのチェアマンを務めたほか、1985年から2000年までディテクションクラブの会長を務めた。王立文学協会の会員でもあった。
1995年、ジョージ・N・ダブ賞を受賞。1996年、推理小説の分野への貢献を評され、英国推理作家協会よりダイヤモンド・ダガー賞を授与される。脚本家や書評家として活躍したほか、アガサ・クリスティーの伝記なども執筆した。
2006年の80歳の誕生日に、ディテクションクラブのメンバーがアンソロジー"Verdict of Us All" で祝福した。2011年3月27日に他界するまで、妻で女優のシーラ・ミッチェルとロンドンで暮らした。

## 作品

### 初期の作品
キーティングが初期に発表した4編はゴランツ社から出版された。1963年に発表した5作目の『ふとった神の死』（原題：Death of a Fat God ）からはコリンズ・クライム・クラブに移り、約20年間同社から作品を出した。

### ゴーテ警部シリーズ
ガネッシ・ゴーテ警部は、ボンベイ警察の主任警部で26編の小説に登場する。初登場は『パーフェクト殺人』（1964年）で、同作はゴールド・ダガー賞を受賞したほか、1966年にエドガー賞 長編賞にノミネートされた。マーチャント・アイボリー社製作で1988年に映画化された。キーティングは2000年に刊行された"Breaking and Entering" でシリーズ最終作にするつもりだったが、2008年の"Inspector Ghote's First Case" に再び登場した。
このシリーズはインドを舞台としているが、キーティング自身はシリーズ執筆開始後10年経つまで同地を訪れたことはなかったという。
- パーフェクト殺人 The Perfect Murder (1964)
- ボンベイの毒薬 Inspector Ghote's Good Crusade (1966)
- ゴーテ警部罠にかかる Inspector Ghote Caught in Meshes (1967)
- Inspector Ghote Hunts the Peacock (1968)
- Inspector Ghote Plays a Joker (1969)
- Inspector Ghote Breaks an Egg (1970)
- Inspector Ghote Goes by Train (1971)
- Inspector Ghote Trusts the Heart (1972)
- Bats Fly Up for Inspector Ghote (1974)
- Filmi, Filmi, Inspector Ghote (1976)
- Inspector Ghote Draws a Line (1979)
- The Murder of the Maharajah (1980)
- Go West Inspector Ghote (1981)
- The Sheriff of Bombay (1984)
- 雨に濡れた警部 Under a Monsoon Cloud (1986)
- The Body in the Billiard Room (1987)
- Dead on Time (1988)
- The Iciest Sin (1990)
- Inspector Ghote, His Life and Crimes (1989) - 短編集
  - ゴーテ警部とテスト・マッチ Inspector Ghote and the Test Match
  - ゴーテ警部と奇跡の赤ん坊 Inspector Gothe and the Miracle Baby
  - The Not so Fly Fisherman
  - The River Man
  - ゴーテ警部とイギリス人著名作家 Inspector Ghote and the Noted British Author
  - The Wicked Lady
  - The Cruel Inspector Ghote
  - Murder Must Not ay All Advertise, Isn't It?
  - The All Bad Hat
  - Hello, Hello, Inspector Ghote
  - 口を経てはいけません Nil by Mouth, Inspector Ghote
  - A Present from Santa Sahib
  - 盗まれた女神 The Purloined Parvati and Other Artefacts
  - Light Coming
- Cheating Death (1992)
- Doing Wrong (1993)
- Asking Questions (1996)
- Bribery, Corruption Also (1999)
- Breaking and Entering (2000)
- en:Inspector Ghote's First Case (2008)
- A Small Case for Inspector Ghote? (2009)

### イヴリン・ハーヴェイ名義
1980年代半ば、キーティングはイヴリン・ハーヴェイという別名を用いて3編の小説を出版した。
- The Governess (1983)
- The Man of Gold (1985)
- Into the Valley of Death (1986)

### ハリエット・マーチンズ・シリーズ
ハリエット・マーチンズは、イギリスの警察内で生き抜く男勝りな様子から"The Hard Detective" の異名を取る巡査。その粘り強さで街の犯罪減少に貢献したが、犯人の怒りは彼女の仲間に向かい仲間が殺される事態にまで発展した。2作目ではイギリスのトップテニスプレイヤーの殺人事件捜査中に同僚に恋をする。3作目では脅されながらも仕事をすることで、自身の価値を証明した。
- The Hard Detective (2000)
- A Detective in Love (2001)
- A Detective Under Fire (2002)
- The Dreaming Detective (2003)
- A Detective at Death's Door (2004)
- One Man and His Bomb (2006)
- Rules, Regs and Rotten Eggs (2007)

### その他の作品
- Death and the Visiting Firemen (1959) - デビュー作
- Zen There Was Murder (1960)
- A Rush On the Ultimate (1961)
- The Dog It Was That Died (1962)
- Death of a Fat God (1963)
- 運命は皮一重 Is Skin-Deep, Is Fatal (1965)
- The Strong Man (1971)
- The Underside (1974)
- A Remarkable Case of Burglary (1975)
- 名探偵登場 Murder by Death (1976) - ニール・サイモン脚本の同名映画のノベライズ
- A Long Walk to Wimbledon (1978)
- マハーラージャ殺し The Murder of the Maharajah (1980)
- Mrs. Craggs: Crimes Cleaned Up (1985); short story collection
- The Rich Detective (1993)
- The Good Detective (1995)
- The Bad Detective (1996)
- The Soft Detective (1997)
- In Kensington Gardens Once... (1997) - 短編集
- Jack the Lady Killer (1999)

### ノンフィクション
- Murder Must Appetize (1975)
- シャーロック・ホームズ―世紀末とその生涯 Sherlock Holmes, the Man and His World (1979)
- Great Crimes (1982)
- ミステリの書き方 Writing Crime Fiction (1986) - 1994年に改訂
- 海外ミステリ名作100選 Crime and Mystery: the 100 Best Books (1987)
- The Bedside Companion to Crime (1989)